# Organiste chlorotique
Euphonia chlorotica
Espèce
Statut de conservation UICN

 LC  : Préoccupation mineure
L'Organiste chlorotique (Euphonia chlorotica) est une espèce de passereau d'Amérique centrale de la famille des Fringillidae.

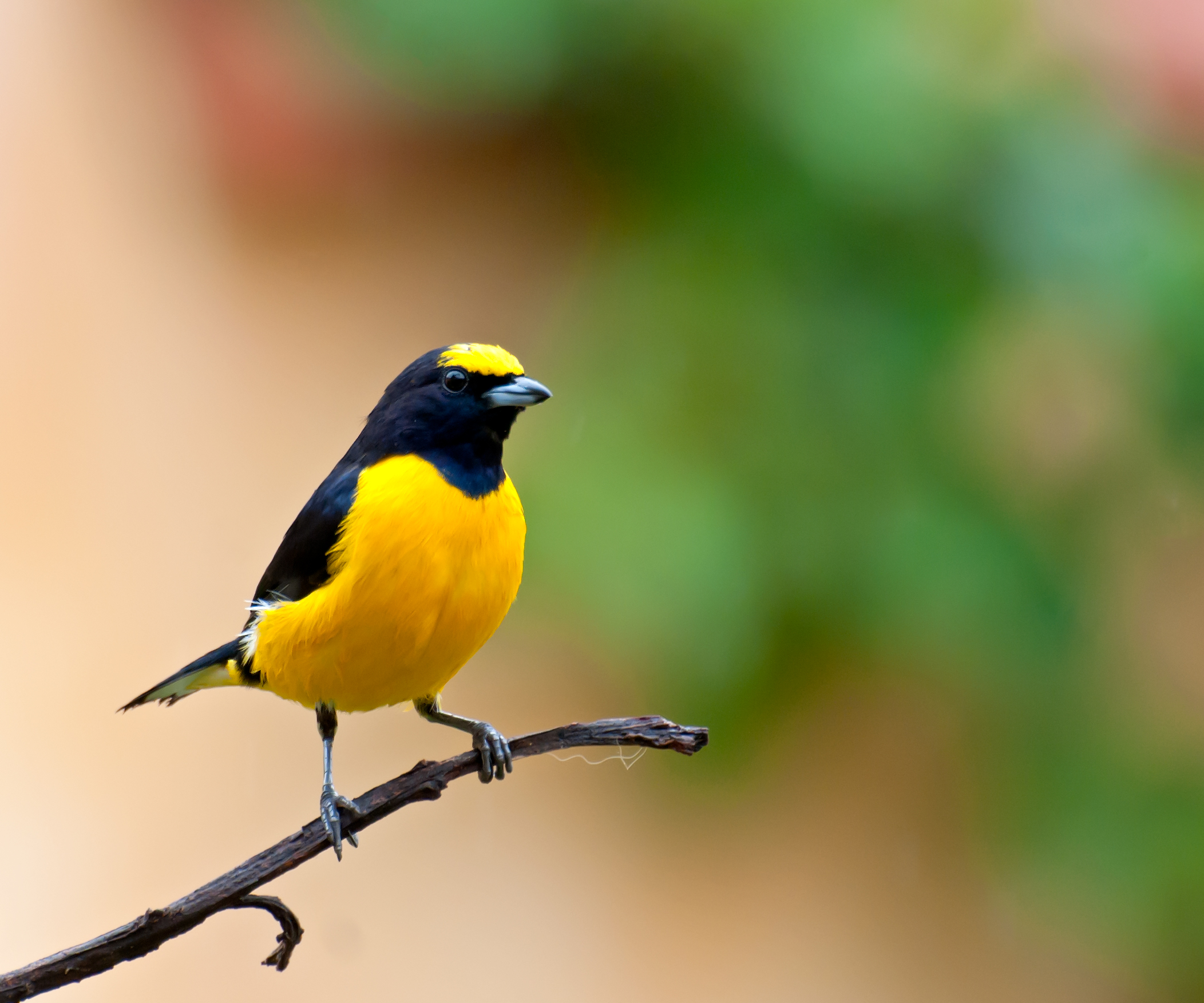
Mâle (Brésil)

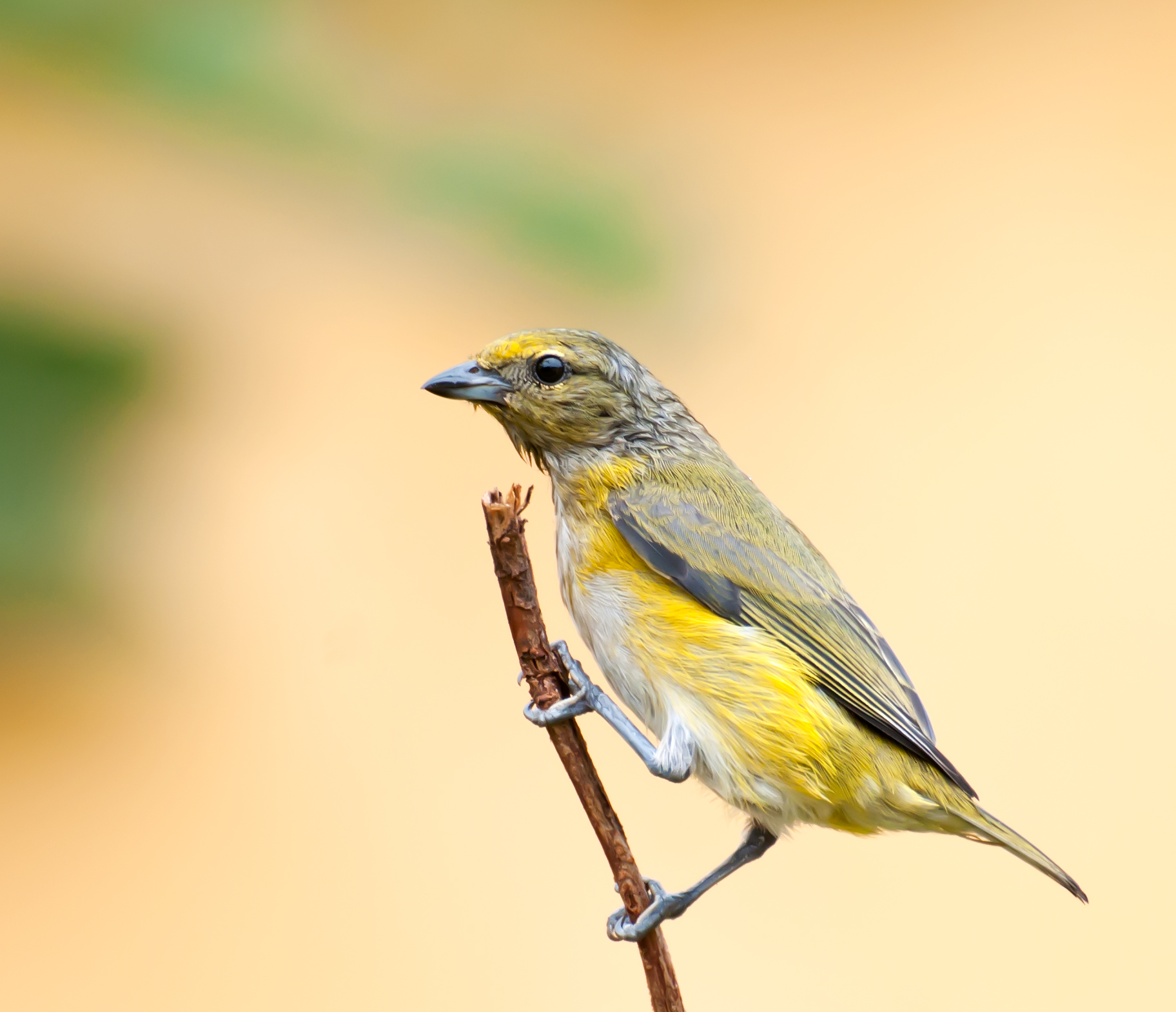
Femelle (Brésil)

## Sous-espèces
Cet oiseau est représenté par 5 sous-espèces :
- Euphonia chlorotica amazonica Parkes, 1969 ;
- Euphonia chlorotica chlorotica (Linnaeus, 1766) ;
- Euphonia chlorotica cynophora(Oberholser, 1918) ;
- Euphonia chlorotica serrirostris Orbigny & Lafresnaye, 1837 ;
- Euphonia chlorotica taczanowskii P. L. Sclater, 1886.